# دراموند
دراموند (انگلیسی: Drummond) شرکت خوشه‌ای آمریکایی است، که در سال ۱۹۳۵ تأسیس شد.